# Guillaume Canet
Guillaume Canet (Boulogne-Billancourt, 10 aprile 1973) è un attore, regista, sceneggiatore, produttore cinematografico e doppiatore francese.

## Biografia
Guillaume Canet nasce a Boulogne-Billancourt da una famiglia di allevatori di cavalli, figlio di Philippe Canet e Marie-Antoinette Cano. Intraprende una carriera sportiva nell'equitazione ma l'abbandona a 18 anni dopo una brutta caduta. In seguito sceglie di seguire un'altra sua passione, la recitazione, frequentando il prestigioso Cours Florent a Parigi. Nei primi anni novanta inizia a lavorare in teatro e ad apparire in alcuni spot e serie televisive, prima di approdare sul grande schermo nel 1995 con il cortometraggio Le Fils unique e nel 1997 con il film Barracuda, dove la sua interpretazione viene premiata al Festival di Saint-Jean-de-Luz.

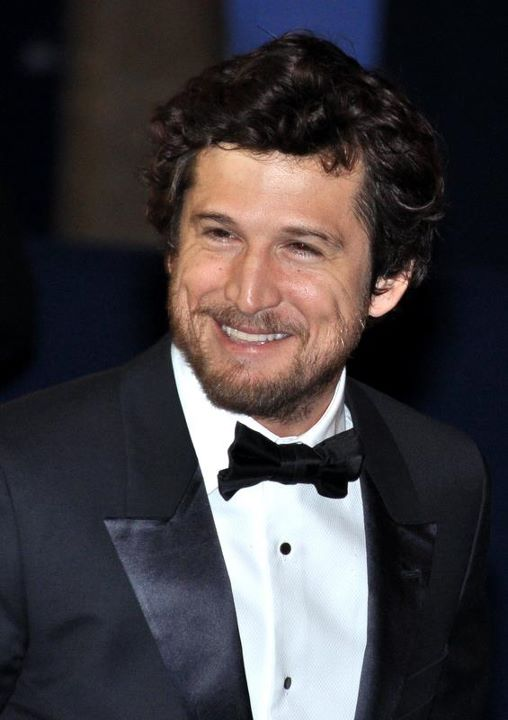
Guillaume Canet ai Premi César 2012.

Nel 1999 al Festival del film di Cabourg vince il premio di miglior rivelazione per Je règle mon pas sur le pas de mon père e viene candidato ai César come migliore promessa maschile per La cliente. Nel 2000 partecipa a una grande produzione come The Beach di Danny Boyle, che per lui è anche la prima esperienza all'estero; lo stesso anno riceve il Premio Jean Gabin (oltre ad affiancare Sophie Marceau nel film La Fidélité), mentre nel 2001 è in Vidocq - La maschera senza volto insieme a Gérard Depardieu.
Dopo aver diretto alcuni cortometraggi e spot televisivi, nel 2002 Canet realizza il suo primo lungometraggio, Mon idole, del quale è anche sceneggiatore e attore protagonista, che viene candidato come migliore opera prima ai premi César e come miglior rivelazione agli European Film Awards. Nel 2003 è al fianco di Marion Cotillard nel film romantico Amami se hai coraggio, cui seguono altre interpretazioni in film come Joyeux Noël - Una verità dimenticata dalla storia e L'Enfer. Nel 2006 dà la sua voce al personaggio di Saetta McQueen nella versione francese di Cars - Motori ruggenti. Sempre nel 2006 dirige il suo secondo lungometraggio, Non dirlo a nessuno, basato sull'omonimo romanzo di Harlan Coben, che riscuote un notevole successo sia in patria che all'estero; il film vince 4 premi César (su 9 candidature), tra cui il premio per la miglior regia, grazie al quale Canet diventa il più giovane regista a vincere in tale categoria, il Premio Jacques Deray e il Premio Lumière per il miglior film.
Negli anni seguenti lavora principalmente come attore. Al Festival di Cabourg del 2007 vince il premio per la sua interpretazione in Semplicemente insieme. Appare in Les Liens du sang, L'ultimo volo, Espion(s) e L'Affaire Farewell, dove recita insieme ad Emir Kusturica. Nel 2010 è nelle sale come attore con Last Night e come regista con il suo terzo film, Piccole bugie tra amici. Al Festival di Roma 2011 vince il Marc'Aurelio d'Argento per la sua interpretazione in Une vie meilleure di Cédric Kahn e nel 2012 presiede la 37ª edizione dei Premi César.
Nel 2013 partecipa a Le Débarquement, versione francese del Saturday Night Live, e interpreta il cavaliere Pierre Durand in Jappeloup. Al Festival di Cannes 2013 viene presentato fuori concorso il suo quarto film da regista Blood Ties - La legge del sangue, remake con cast internazionale del film Les Liens du sang del 2008, nel quale era stato protagonista, co-sceneggiato da James Gray.
Nel 2015 interpreta il medico sportivo Michele Ferrari nel film biografico The Program su Lance Armstrong, e l'anno seguente è Émile Zola nel film Cézanne et moi, incentrato sulla rivalità e amicizia tra Zola e Cézanne. Nel 2017 dirige il suo quinto film, Rock'n Roll, una commedia autobiografica dove interpreta sé stesso al fianco della sua compagna Marion Cotillard. Nel 2018 affianca Juliette Binoche nel film Il gioco delle coppie.
Nel 2023 dirige il film Asterix & Obelix - Il regno di mezzo nel quale egli stesso interpreta il famoso personaggio dei fumetti creati da Goscinny e Uderzo.
Nel 2024 scrive, produce e interpreta il thriller poliziesco Ad Vitam, distribuito su Netflix nel gennaio 2025.

### Vita privata
È stato sposato dal 2001 al 2006 con l'attrice tedesca Diane Kruger. L'attrice ha affermato che il matrimonio è fallito a causa dei periodi di lontananza dovuti alle loro carriere.
Nel 2007 inizia una relazione con Marion Cotillard. Il 19 maggio 2011 l'attrice dà alla luce il loro figlio Marcel, nome scelto in onore del pugile Marcel Cerdan, compagno di Édith Piaf (ruolo che ha portato Cotillard a vincere il Premio Oscar). Il 10 marzo 2017 nasce la loro seconda figlia, Louise.

## Filmografia

### Attore

#### Cinema
- Barracuda, regia di Philippe Haïm (1997)
- Sentimental Education, regia di C.S. Leigh (1998)
- Ceux qui m'aiment prendront le train, regia di Patrice Chéreau (1998)
- La cliente (En plein cœur), regia di Pierre Jolivet (1998)
- Je règle mon pas sur le pas de mon père, regia di Rémi Waterhouse (1999)
- The Beach, regia di Danny Boyle (2000)
- La Fidélité, regia di Andrzej Żuławski (2000)
- The Day the Ponies Come Back, regia di Jerry Schatzberg (2000)
- Love Bites - Il morso dell'alba (Les Morsures de l'aube), regia di Antoine de Caunes (2001)
- Vidocq - La maschera senza volto (Vidocq), regia di Pitof (2001)
- Le Frère du guerrier, regia di Pierre Jolivet (2002)
- Riunione di condominio (Mille millièmes), regia di Rémi Waterhouse (2002)
- Mon idole, regia di Guillaume Canet (2002)
- Amami se hai coraggio (Jeux d'enfants), regia di Yann Samuell (2003)
- Les Clefs de bagnole, regia di Laurent Baffie (2003)
- Narco, regia di Tristan Aurouet e Gilles Lellouche (2004)
- Joyeux Noël - Una verità dimenticata dalla storia (Joyeux Noël), regia di Christian Carion (2005)
- L'Enfer, regia di Danis Tanović (2005)
- Un ticket pour l'espace, regia di Éric Lartigau (2006)
- Non dirlo a nessuno (Ne le dis à personne), regia di Guillaume Canet (2006)
- Semplicemente insieme (Ensemble, c'est tout), regia di Claude Berri (2007)
- Darling, regia di Christine Carrière (2007)
- La Clef, regia di Guillaume Nicloux (2007)
- Les Liens du sang, regia di Jacques Maillot (2008)
- Espion(s), regia di Nicolas Saada (2009)
- L'Affaire Farewell, regia di Christian Carion (2009)
- L'ultimo volo (Le Dernier Vol), regia di Karim Dridi (2009)
- Last Night, regia di Massy Tadjedin (2010)
- Une vie meilleure, regia di Cédric Kahn (2011)
- La guerra dei bottoni (La nouvelle guerre des boutons), regia di Christophe Barratier (2011)
- Gli infedeli (Les Infidèles) – episodio Les Infidèles Anonymes, regia di Alexandre Courtès (2012)
- Jappeloup, regia di Christian Duguay (2013)
- In solitario (En solitaire), regia di Christophe Offenstein (2013)
- L'Homme qu'on aimait trop, regia di André Téchiné (2014)
- La prochaine fois je viserai le cœur, regia di Cédric Anger (2014)
- The Program, regia di Stephen Frears (2015)
- Cuore artico (Le Secret des banquises), regia di Marie Madinier (2016)
- La battaglia di Jadotville (The Siege of Jadotville), regia di Richie Smyth (2016)
- Cézanne et Moi, regia di Danièle Thompson (2016)
- Rock'n Roll, regia di Guillaume Canet (2017)
- Mio figlio (Mon garçon), regia di Christian Carion (2017)
- 7 uomini a mollo (Le Grand Bain), regia di Gilles Lellouche (2018)
- Il gioco delle coppie (Doubles Vies), regia di Olivier Assayas (2018)
- Paris Pigalle (L'amour est une fête), regia di Cédric Anger (2018)
- Girls with Balls, regia di Olivier Afonso (2018)
- La belle époque, regia di Nicolas Bedos (2019)
- Nel nome della terra (Au nom de la terre), regia di Édouard Bergeon (2019)
- Lui, regia di Guillaume Canet (2021)
- Asterix & Obelix - Il regno di mezzo (Astérix et Obélix : L'Empire du Milieu), regia di Guillaume Canet (2023)
- Acid (Acide), regia di Just Philippot (2023)
- Le occasioni dell'amore (Hors-saison), regia di Stéphane Brizé (2023)
- I nuovi ricchi (Nouveaux riches), regia di Julien Hollande (2023)
- Colpo di dadi (Un coup de dés), regia di Yvan Attal (2023)
- Le Déluge - Gli ultimi giorni di Maria Antonietta (Le Déluge), regia di Gianluca Jodice (2024)
- Il caso Belle Steiner (Belle), regia di Benoît Jacquot (2024)
- Ad Vitam regia di Rodolphe Lauga (2025)

#### Cortometraggi
- Le Fils unique, regia di Philippe Landoulsi (1995)
- Passeports, regia di Jean-Christophe Pagnac e Éric de Montalier (1998)
- Trait d'union, regia di Bruno Garcia (1999)
- J'peux pas dormir..., regia di Guillaume Canet (2000)
- La Clef du problème, regia di Guillaume Cotillard (2008)
- Voyage d'affaires, regia di Sean Ellis (2008)
- Voisin voisin, regia di Timothée Augendre e Geoffroy Degouy (2011)

#### Televisione
- Primi baci (Premiers Baisers) – sitcom, episodio 1x151 (1993)
- La colline aux mille enfants, regia di Jean-Louis Lorenzi – film TV (1994)
- Jeanne, regia di Robert Mazoyer – film TV (1994)
- Ils n'ont pas 20 ans, regia di Charlotte Brandstrom – film TV (1995)
- Florence Larrieu: Le juge est une femme – serie TV, episodio Le secret de Marion (1995)
- 17 ans et des poussières, regia di Joël Santoni – film TV (1996)
- Le Voyage de Pénélope, regia di Patrick Volson – film TV (1996)
- Je m'appelle Régine, regia di Pierre Aknine – film TV (1996)
- Le Cheval de cœur, regia di Charlotte Brandstrom – film TV (1996)
- Pardaillan, regia di Édouard Niermans – film TV (1997)
- La Vocation d'Adrienne – serie TV, episodio 1x01 (1997)
- Le Porteur de destins, regia di Denis Malleval – film TV (1999)
- Electrochoc, regia di Gérard Marx – film TV (2004)
- Platane – sitcom, 4 episodi (2011-2013)
- Le Débarquement – serie TV, episodio 1x01 (2013)

### Doppiatore
- Cars - Motori ruggenti (Cars), regia di John Lasseter (2006)
- The Meerkats, regia di James Honeyborne (2008)
- Cars 2, regia di Brad Lewis e John Lasseter (2011)
- Il piccolo principe (Le Petit Prince), regia di Mark Osborne (2015)
- Minions, regia di Pierre Coffin e Kyle Balda (2015)
- Cars 3, regia di Brian Fee (2017)
- Nina et le Secret du hérisson, regia di Alain Gagnol e Jean-Loup Felicioli (2023)

### Regista
- Sans regrets – cortometraggio (1996)
- Je taim – cortometraggio (1998)
- J'peux pas dormir... – cortometraggio (2000)
- Scénarios sur la drogue, episodio Avalanche (2000)
- Mon idole (2002)
- Non dirlo a nessuno (Ne le dis à personne) (2006)
- Piccole bugie tra amici (Les Petits Mouchoirs) (2010)
- Blood Ties - La legge del sangue (Blood Ties) (2013)
- Ivresses – cortometraggio (2013)
- Rock'n Roll (2017)
- Grandi bugie tra amici (Nous finirons ensemble) (2019)
- Lui, regia di Guillaume Canet (2021)
- Asterix & Obelix - Il regno di mezzo (Astérix et Obélix : L'Empire du Milieu), regia di Guillaume Canet (2023)

### Sceneggiatore
- Je taim, regia di Guillaume Canet – cortometraggio (1998)
- J'peux pas dormir..., regia di Guillaume Canet – cortometraggio (2000)
- Mon idole, regia di Guillaume Canet (2002)
- Non dirlo a nessuno, (Ne le dis à personne), regia di Guillaume Canet (2006)
- Piccole bugie tra amici (Les Petits Mouchoirs), regia di Guillaume Canet (2010)
- Jappeloup, regia di Christian Duguay (2013)
- Blood Ties - La legge del sangue (Blood Ties), regia di Guillaume Canet (2013)
- Ivresses – cortometraggio (2013)
- Rock'n Roll, regia di Guillaume Canet (2017)
- Grandi bugie tra amici (Nous finirons ensemble), regia di Guillaume Canet (2019)
- Lui, regia di Guillaume Canet (2021)
- Asterix & Obelix - Il regno di mezzo (Astérix et Obélix : L'Empire du Milieu), regia di Guillaume Canet (2023)

### Produttore
- Mon idole, regia di Guillaume Canet (2002)
- Blood Ties - La legge del sangue (Blood Ties), regia di Guillaume Canet (2013)
- L'Homme qu'on aimait trop, regia di André Téchiné (2014)
- Rock'n Roll, regia di Guillaume Canet (2017)
- Mio figlio (Mon garçon), regia di Christian Carion (2017)
- Grandi bugie tra amici (Nous finirons ensemble), regia di Guillaume Canet (2019)
- Nel nome della terra (Au nom de la terre), regia di Édouard Bergeon (2019)
- Le occasioni dell'amore (Hors-saison), regia di Stéphane Brizé (2023)

## Doppiatori italiani
Nelle versioni in italiano nelle opere in cui ha recitato, Guillaume Canet è stato doppiato da:
- Giorgio Borghetti in Vidocq - La maschera senza volto, Semplicemente insieme, Last Night, La guerra dei bottoni, La battaglia di Jadotville, Ad Vitam
- Riccardo Rossi in Joyeux Noël - Una verità dimenticata dalla storia, Gli infedeli, In solitario, Le Déluge - Gli ultimi giorni di Maria Antonietta
- Oreste Baldini in La Fidélité, Mio figlio
- Francesco Prando ne La belle époque, Le occasioni dell'amore
- Nanni Baldini in The Beach
- Fabio Boccanera in Amami se hai coraggio
- Alessandro Quarta in L'enfer
- Stefano Benassi in The Program
- Federico Di Pofi in Rock'n Roll
- Andrea Lavagnino in 7 uomini a mollo
- Tony Sansone in Il gioco delle coppie
- Marco Vivio in Asterix & Obelix - Il regno di mezzo
- Lorenzo Scattorin in ACID
- Stefano Bianchini in Il caso Belle Steiner

## Riconoscimenti
- Festival du film de Cabourg
  - 1999 – Swann d'oro alla rivelazione maschile per Je règle mon pas sur le pas de mon père
  - 2007 – Swann d'oro al miglior attore per Semplicemente insieme
- Festival international du film de Saint-Jean-de-Luz
  - 1999 – Premio alla migliore interpretazione maschile per Barracuda
- Premio Patrick Dewaere
  - 2000 – Premio Jean Gabin
- Premio Jacques Deray
  - 2007 – Miglior film giallo francese a Non dirlo a nessuno
- Globes de cristal
  - 2007 – Miglior regista per Non dirlo a nessuno
- Premio César
  - 2007 – Miglior regista per Non dirlo a nessuno
- Premio Lumière
  - 2007 – Miglior film a Non dirlo a nessuno
- Festival internazionale del film di Roma
  - 2011 – Premio Marc'Aurelio d'Argento della Giuria al migliore attore per Une vie meilleure